# Nieuwswijsheid
Nieuwswijsheid omvat het vermogen om nieuwsmedia te raadplegen, evalueren en bij te dragen op diverse manieren. Het wordt gedefinieerd als het geheel aan kennis, vaardigheden en attitudes om actief en creatief nieuws en informatie te gebruiken, bewust en kritisch te begrijpen, en deel te nemen aan een complexe, veranderende en gemediatiseerde samenleving. Door het vergaren van nieuwswijsheid kan de consument een beter zicht krijgen op de kwaliteit van informatie, op desinformatie en nepnieuws.
Nieuwswijsheid is vergelijkbaar met media-educatie, waarbij nieuws wordt gezien als een specifieke vorm van media-inhoud gericht op feitelijke informatie. In Nederland en Vlaanderen bieden verschillende partijen educatieve nieuwswijsheidsprogramma’s aan, zoals het Netwerk Mediawijsheid, het Nederlands Instituut voor Beeld en Geluid en Mediawijs.